# موراي هوشكينغ
موراي هوشكينغ (بالإنجليزية: Murray Hocking) هو لاعب كرة الريشة أسترالي، ولد في 31 مايو 1971 في ملبورن في أستراليا.

## وصلات خارجية
- موراي هوشكينغ على موقع BWF.tournamentsoftware.com (الإنجليزية)
- موراي هوشكينغ على موقع BWFbadminton.com (الإنجليزية)
- موراي هوشكينغ على موقع اللجنة الأولمبية الدولية (الإنجليزية)
- موراي هوشكينغ على موقع أوليمبيديا (الإنجليزية)
- موراي هوشكينغ على موقع اللجنة الأولمبية الأسترالية (الإنجليزية)
- موراي هوشكينغ على موقع اتحاد ألعاب الكومنولث (مؤرشف) (الإنجليزية)